# Anthophora canescens
Anthophora canescens ist eine Biene aus der Familie der Apidae.

## Merkmale
Die Bienen haben eine Körperlänge von 17 bis 19 Millimeter und sind damit relativ groß. Die Weibchen haben Ähnlichkeit mit Hummeln. Sie sind hellgrau bis gelblich grau behaart. Die Behaarung auf dem Mesonotum und bei manchen Individuen auf den Seiten des Thorax ist dunkelgrau. Das dritte Tergit ist schwarz behaart. Die Schienenbürste (Scopa) ist gelbrot. Die Wangen sind nahezu so lang, wie die Fühler breit sind. Die Männchen haben nur in der Mitte des Gesichtes eine gelbe Zeichnung. Sie sind silbergrau behaart, das Nebengesicht und das dritte Tergit sind schwarz behaart. Das siebte Tergit hat eine Pygidialplatte. Das Fersenglied (Metatarsus) bei den mittleren Beinen hat an der Rückseite kurze schwarze und lange graue Haare. Das Krallenglied dieser Beine trägt an beiden Seiten locker angeordnete schwarze Haare. 

## Vorkommen und Lebensweise
Die Art ist in Südeuropa verbreitet. Sie fliegt im Mittelmeerraum ab Anfang Februar. Die Weibchen legen ihre Nester im Erdboden an. Kuckucksbienen der Art sind unbekannt.

## Belege
Felix Amiet, M. Herrmann, A. Müller, R. Neumeyer: Fauna Helvetica 20: Apidae 5. Centre Suisse de Cartographie de la Faune, 2007, ISBN 978-2-88414-032-4.